# Artiom Chesakov
Artiom Chesakov (Rusia, 20 de octubre de 1993) es un clavadista o saltador de trampolín ruso especializado en plataforma de 10 metros, donde consiguió ser subcampeón mundial en 2013 en los saltos sincronizados.

## Carrera deportiva
En el Campeonato Mundial de Natación de 2013 celebrado en Barcelona (España) ganó la medalla de plata en los saltos sincronizados desde la plataforma de 10 metros, con una puntuación de 445.9 puntos, tras los alemanes (oro con 461 puntos) y por delante de los chinos (bronce con 445.5 puntos), siendo su pareja de saltos Víktor Minibáyev.